# 戈爾德維爾 (內華達州)
戈爾德維爾（英語：Goldville）是位於美國內華達州尤里卡縣的鬼鎮。

## 歷史
戈爾德維爾的郵局於1913年設立，其後於1917年停運。

## 地理
戈爾德維爾所處的海拔為高於海平面1862米（即6109英呎），而該地所採用的時區為UTC-8，即太平洋时区（PST）。同時該地設有夏令時間，為UTC-8調快一小時，即UTC-7（PDT）。